# 刈谷オフレールステーション

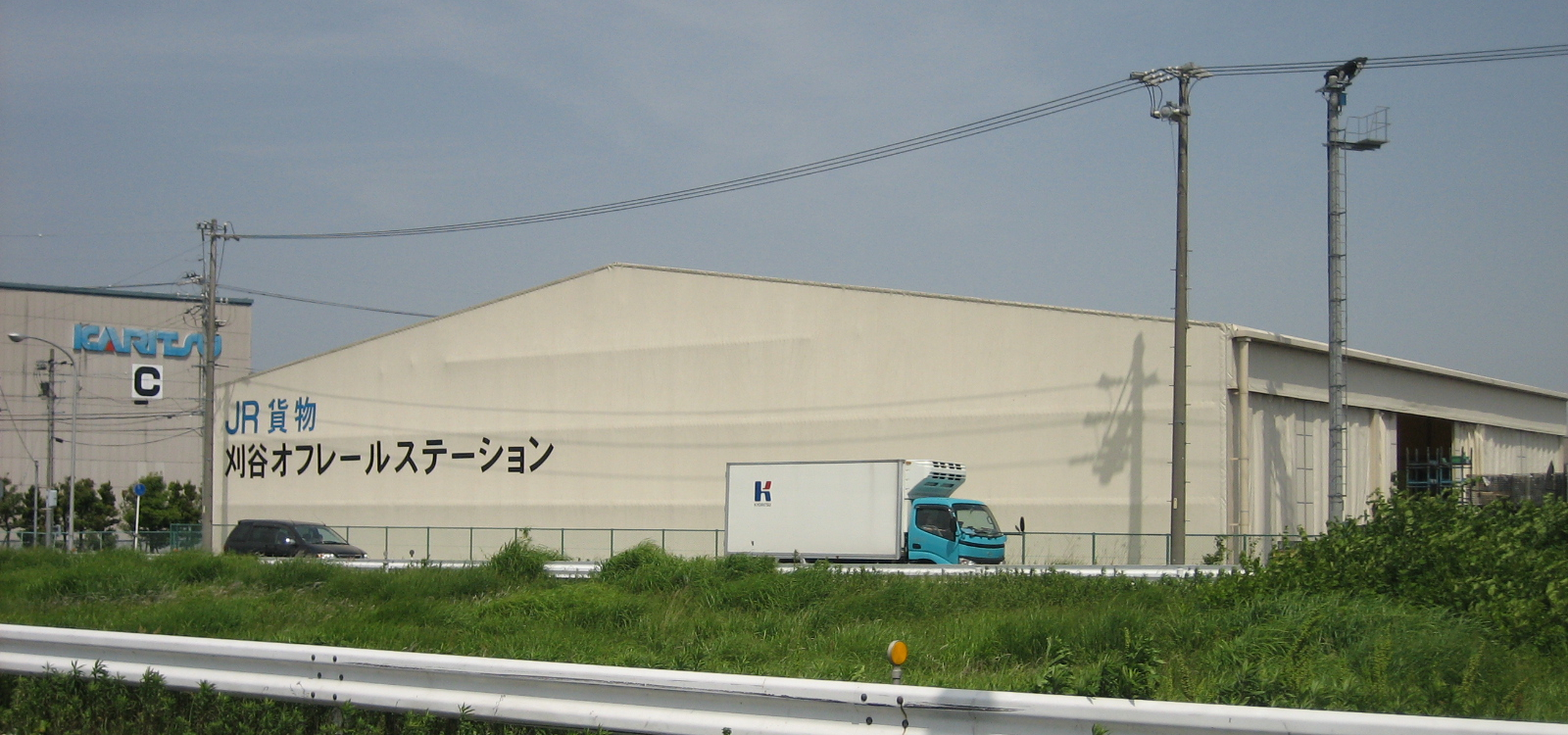
荷捌き場

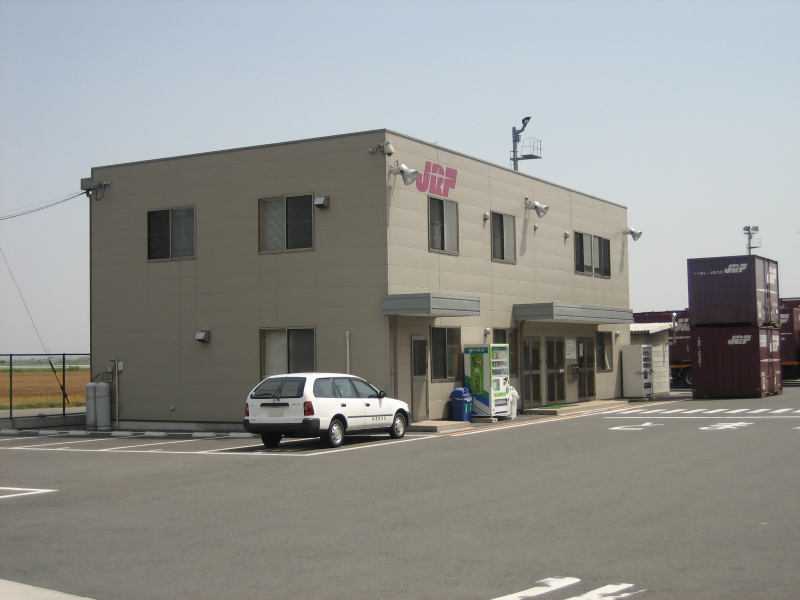
事務所

刈谷オフレールステーション（かりやオフレールステーション）は、愛知県刈谷市小垣江町東高根7-1にある日本貨物鉄道（JR貨物）の施設（オフレールステーション）である。

## 概要
愛知県西三河一帯の鉄道コンテナを集配し、拠点貨物駅へ発送する役割を持つ。取扱貨物は、コンテナ貨物のみ。そのうち、12ftコンテナのみを取り扱う。
名古屋貨物ターミナル駅との間に1日4.5往復（当駅発が5本）のトラック便が設定されている。

## 歴史
従来刈谷駅で貨物を取り扱っていたが、合理化のため国鉄末期の1986年（昭和61年）より駅における貨物の取扱が廃止され、新たなコンテナ集配基地として刈谷コンテナセンターが設置された（移転なし・施設の大半を流用）。
しかし、市街地で敷地が狭いことなどから2005年（平成17年）に郊外の現在地に移転、現在の名称に改称した。羽生オフレールステーションに続き2番目に「オフレールステーション」を名乗る施設となった。
刈谷コンテナセンターの跡地は刈谷市産業振興センターとなっている。

## 年表
- 1888年（明治21年）9月1日 - 東海道本線刈谷駅が開業。駅において貨物の取扱を開始。
- 1986年（昭和61年）11月1日 - 駅における貨物の取扱が廃止され、刈谷コンテナセンターが設置される。
- 1987年（昭和62年）4月1日 - 国鉄分割民営化により、コンテナセンターをJR貨物が継承。
- 2005年（平成17年）9月7日 - 現在地に移転、刈谷オフレールステーションに改称[1]。

## 施設周辺
- 国道419号
- 国道23号（知立バイパス）
- デンソー高棚製作所
- カリツー刈谷中央物流センター
- 名鉄三河線 小垣江駅（最寄り駅）
- JR東海道本線 東刈谷駅